# Саунд-Біч (Нью-Йорк)
Саунд-Біч (англ. Sound Beach) — переписна місцевість (CDP) в США, в окрузі Саффолк штату Нью-Йорк. Населення — 7416 осіб (2020).

## Географія
Саунд-Біч розташований за координатами 40°57′28″ пн. ш. 72°58′21″ зх. д. / 40.95778° пн. ш. 72.97250° зх. д. (40.957875, -72.972479).  За даними Бюро перепису населення США в 2010 році переписна місцевість мала площу 4,24 км², уся площа — суходіл.

## Демографія
Згідно з переписом 2010 року, у переписній місцевості мешкало 7612 осіб у 2729 домогосподарствах у складі 1963 родин. Густота населення становила 1796 осіб/км².  Було 3001 помешкання (708/км²).
Расовий склад населення:
| - 94,2 % — білих - 1,8 % — азіатів - 1,2 % — чорних або афроамериканців - 0,2 % — корінних американців - 0,1 % — вихідців з тихоокеанських островів |

До двох чи більше рас належало 1,8 %. Частка іспаномовних становила 6,2 % від усіх жителів.
За віковим діапазоном населення розподілялося таким чином: 25,8 % — особи молодші 18 років, 66,0 % — особи у віці 18—64 років, 8,2 % — особи у віці 65 років та старші. Медіана віку мешканця становила 37,0 року. На 100 осіб жіночої статі у переписній місцевості припадало 97,0 чоловіків;  на 100 жінок у віці від 18 років та старших — 95,3 чоловіків також старших 18 років.
Середній дохід на одне домашнє господарство  становив 102 400 доларів США (медіана — 90 000), а середній дохід на одну сім'ю — 106 440 доларів (медіана — 89 545). Медіана доходів становила 69 068 доларів для чоловіків та 52 500 доларів для жінок. За межею бідності перебувало 5,6 % осіб, у тому числі 7,9 % дітей у віці до 18 років та 6,9 % осіб у віці 65 років та старших.
Цивільне працевлаштоване населення становило 4298 осіб. Основні галузі зайнятості: освіта, охорона здоров'я та соціальна допомога — 26,7 %, роздрібна торгівля — 12,4 %, науковці, спеціалісти, менеджери — 10,9 %, мистецтво, розваги та відпочинок — 10,4 %.